# Klaus Bittner
Klaus Bittner (né le 23 octobre 1938 à Görlitz) est un rameur allemand. Il participe aux Jeux olympiques d'été de 1960 en représentant l'Équipe unifiée d'Allemagne dans l'épreuve du huit et remporte le titre. Lors des Jeux olympiques d'été de 1964, il remporte la médaille d'argent dans la même épreuve.

## Palmarès

### Jeux olympiques
- Jeux olympiques de 1960 à Rome,  Italie
  -  Médaille d'or (huit)
- Jeux olympiques de 1964 à Tokyo,  Japon
  -  Médaille d'argent (huit)[1].

### Championnats d'Europe
- Championnats d'Europe d'aviron 1959
  -  Médaille d'or en huit
- Championnats d'Europe d'aviron 1961
  -  Médaille d'or en quatre sans barreur
- Championnats d'Europe d'aviron 1963
  -  Médaille d'or en quatre barré
- Championnats d'Europe d'aviron 1964
  -  Médaille d'or en huit